# São Vicente de Pereira Jusã
São Vicente de Pereira Jusã é uma localidade portuguesa do Município de Ovar, distrito de Aveiro, que foi sede da extinta Freguesia de São Vicente de Pereira Jusã, freguesia que tinha 9,47 km² de área e 2 316 habitantes (2011), e, por isso, uma densidade populacional de 244,6 hab/km².
A Freguesia de São Vicente de Pereira Jusã foi extinta em 2013, no âmbito de uma reforma administrativa nacional, tendo sido agregada às freguesias de Ovar, São João de Ovar e Arada para formar uma nova freguesia denominada União das Freguesias de Ovar, São João, Arada e São Vicente de Pereira Jusã com a sede em São João.

## História
A vila de Pereira remonta ao período neo-gótico, quando se constituía em um senhorio que abrangia Pereira, Válega, Ponte de São Vicente e São Martinho.
As freguesias de São Martinho e Souto e a vila de Pereira Jusã, até ao fim do século XVIII, pertenceram ao concelho e julgado da Feira. A criação do concelho de Oliveira de Azeméis (1799), retirou ao da Feira a freguesia de São Martinho da Gandra e a parte de São Vicente que ainda pertencia à Feira.
A povoação foi vila e sede do concelho de Pereira Jusã do século XVI até meados do século XIX. Este era constituído pelas freguesias de Pereira Jusã e Válega. Tinha, em 1801, 4 285 habitantes, e, em 1849, 8 367 habitantes.
Em 1836 toda a freguesia de São Vicente passou para o concelho de Pereira Jusã, vindo a ser extinto e incorporado, em dezembro de 1852, no concelho e julgado de Ovar.

## População
| População da freguesia de São Vicente de Pereira Jusã (1864 – 2011) | População da freguesia de São Vicente de Pereira Jusã (1864 – 2011) | População da freguesia de São Vicente de Pereira Jusã (1864 – 2011) | População da freguesia de São Vicente de Pereira Jusã (1864 – 2011) | População da freguesia de São Vicente de Pereira Jusã (1864 – 2011) | População da freguesia de São Vicente de Pereira Jusã (1864 – 2011) | População da freguesia de São Vicente de Pereira Jusã (1864 – 2011) | População da freguesia de São Vicente de Pereira Jusã (1864 – 2011) | População da freguesia de São Vicente de Pereira Jusã (1864 – 2011) | População da freguesia de São Vicente de Pereira Jusã (1864 – 2011) | População da freguesia de São Vicente de Pereira Jusã (1864 – 2011) | População da freguesia de São Vicente de Pereira Jusã (1864 – 2011) | População da freguesia de São Vicente de Pereira Jusã (1864 – 2011) | População da freguesia de São Vicente de Pereira Jusã (1864 – 2011) | População da freguesia de São Vicente de Pereira Jusã (1864 – 2011) |
| ------------------------------------------------------------------- | ------------------------------------------------------------------- | ------------------------------------------------------------------- | ------------------------------------------------------------------- | ------------------------------------------------------------------- | ------------------------------------------------------------------- | ------------------------------------------------------------------- | ------------------------------------------------------------------- | ------------------------------------------------------------------- | ------------------------------------------------------------------- | ------------------------------------------------------------------- | ------------------------------------------------------------------- | ------------------------------------------------------------------- | ------------------------------------------------------------------- | ------------------------------------------------------------------- |
| 1864                                                                | 1878                                                                | 1890                                                                | 1900                                                                | 1911                                                                | 1920                                                                | 1930                                                                | 1940                                                                | 1950                                                                | 1960                                                                | 1970                                                                | 1981                                                                | 1991                                                                | 2001                                                                | 2011                                                                |
| 1.236                                                               | 1.172                                                               | 1.245                                                               | 1.312                                                               | 1.466                                                               | 1.560                                                               | 1.511                                                               | 1.761                                                               | 1.883                                                               | 2.024                                                               | 2.170                                                               | 2.354                                                               | 2.395                                                               | 2.400                                                               | 2.316                                                               |

No censo de 1864 figura com o nome de Pereira Jusã

## Património edificado
- Igreja Nova de São Vicente de Pereira - em 14 de fevereiro de 1756 o reverendo Diogo Pinto de Abreu lançou a primeira pedra do templo, que veio a ser inaugurado em 26 de agosto de 1764. Do anterior templo resta apenas o cruzeiro velho - ainda hoje em bom estado de conservação - a cerca de 300 metros a norte da Igreja. Atualmente existe um outro cruzeiro, a cerca de 500 metros a sul da Igreja, erguido por iniciativa de Dionísio Pereira dos Santos.
- Fábrica de Chapéus de São Vicente de Pereira - fundada por João Rodrigues de Oliveira Santos, nascido no lugar da Torre na freguesia de São Vicente de Pereira a 2 de março de 1832, e que emigrou com o irmão para o Brasil. Os irmãos João e António, adquiriram fortuna naquele país e, retornados a Portugal, edificaram no lugar da Torre uma fábrica de chapéus de feltro e lã, movida a vapor, precursora das grandes fábricas congéneres de São João da Madeira. Principiada em abril de 1872 a fábrica - na altura, a melhor do género em Portugal e umas das principais da Europa - ficou concluída em agosto de 1873. Tinha capacidade para produzir 1.200 chapéus por dia (400.000 por ano), mas devido ao mercado ser reduzido, apenas produzia entre 3.000 a 4.000 chapéus por mês. Além da lenha, usava como combustível o carvão de pedra importado da Inglaterra pelo porto de Aveiro. A fábrica, que chegou a empregar 90 operários, viria a falir, deixando em má situação financeira o sócio António Rodrigues de Oliveira Santos, que foi forçado a reemigrar para o Brasil. João Rodrigues de Oliveira Santos, grande demolidor do caciquismo político aralista, usando o pseudónimo de "Alfredo Timbyra", veio a falecer a 20 de julho de 1900. A ele se devem a abertura da estrada de Ovar a São Vicente e a criação, a 18 de julho de 1888, da escola oficial do sexo feminino na sua freguesia.
- Atafona - possívelmente o único exemplar de seu tipo que resta na região, destinava-se à moagem doméstica de cereais. De tração animal, era utilizada nas boas casas de lavoura, em zonas ou em épocas de carestia de água. A atafona de São Vicente é constituída por duas partes distintas:
  - a Roda Grande, com seus dentes radiais e o seu eixo ou pião seguro por escorasou arriostas e girando sobre uma vela, tendo, a meia altura, um barrote ou canga para o animal, que a puxava em círculo;
  - O Moinho, do lado de fora do passeio do gado, em plataforma de pedra, com a mó e os utensílios semelhantes aos dos moinhos de água.

Entre as duas estruturas, e sob o passeio circular, um eixo horizontal transmitia o movimento através de engrenagens como por exemplo carrestos, entrosa, veio, etc. Atualmente, essas peças jazem, inactivas, soterradas.
- Aron Hakodesh / Ekhal - No mesmo edifício da atafona existe uma pequena sinagoga em estado de ruína [3].

## Os transportes na década de 1940
Na década de 1940, particularmente no contexto da Segunda Guerra Mundial, as estradas da freguesia, desde Guilhovai a Cucujães, e de Souto a São Martinho da Gândara, assim como toda a rede viária interior, eram em macadame, quase sempre muito esburacadas. 
Como as freguesias vizinhas, São Vicente possuía uma base económica essencialmente agrícola, com os seus produtos sendo transportados para o mercado de São João da Madeira em carros de bois, animais que amanhavam a terra, ou então, à cabeça das lavradeiras.
Ovar, sede do concelho (atual município), concentrava a quase totalidade dos serviços públicos, desde a Câmara Municipal às conservatórias, notário, tribunal, etc. Nas deslocações, a bicicleta era o principal meio de transporte utilizado. Eram raros os automóveis particulares, a que se podia juntar um carro de aluguer - a camioneta do Sr. Costa (António Ferreira da Costa - 1899/1985), que fazia o trajeto de São Vicente para Ovar às 5ªs. feiras à tarde -, que entretanto, era um luxo demasiado caro para a maioria da população. Para quem fazia o percurso a pé, a caminhada de cerca de oito quilómetros era ingrata, nomeadamente durante os meses chuvosos de Inverno.

## Armando Andrade
Falar do Armando não é fácil, pois viveu já há muitos anos. Mas a sua postura como pessoa não passou despercebida, porque era diferente nas suas atitudes. Um tanto excêntrico, era um homem bom, sempre disposto a ajudar os outros. Muito respeitador, surpreendia pela sua modéstia e pelas suas atitudes de honradez.
Por 1935 vivia em Porto Igreja, S. Vicente de Pereira, freguesia onde nasceu em 19 de Maio de 1908. Ali conviveu muito com o meu pai, Domingos Fernandes da Silva. Bom homem, de grande sensibilidade, mas intranquilo, confiante no seu trabalho, mas infeliz. De temperamento difícil, foi sempre incompreendido. 
Com apenas 6 ou 7 anos de idade já era admirado pelas obras que saíam das suas mãos pequeninas, quer em esculturas, feitas com o caulino extraído nos barreiros de S. Vicente de Pereira, vizinhos da sua casa, quer em retratos, já então muito apreciados.
Sentia-se um artista (porque o era) e exigia que o tratassem como tal. O que não acontecia, porque as pessoas da terra não eram sensíveis aos seus dotes artísticos.
O fundador dos transportes de passageiros “A Boa Nova de Ovar” (António Ferreira da Costa, 1899-1985), contratou-o diversas vezes, a primeira das quais ainda rapazinho, para pintar as carroçarias dos seus autocarros, montados na nossa oficina, em S. Vicente, no lugar da Herdade. Com a ajuda da espátula, dos pincéis, ou da pistola, os materiais manuseados por si produziam, como que por magia, trabalhos magníficos.
Na sua juventude produzia trabalhos lindíssimos e artisticamente perfeitos, confeccionados em barro, terracota, madeira, etc. Entre eles um par de príncipes, de uma perfeição invulgar! Fez um trabalho – “O Menino dos Caracóis” – para a família Malaquias: – o busto do Jorge, irmão do cineasta Paulo Rocha, obra que foi muito elogiada pelos críticos de Arte. Aqueles que o conheciam a sério já o consideravam um artista de génio.
Como era muito modesto, e sem ajudas para se promover (sem mecenas), poucos lhe atribuíam os méritos que realmente possuía. Ele que também não ligava nada ao dinheiro, de tão desprendido que era dos valores materiais, mesmo depois de casado. O meu pai chegou a chamar-lhe a atenção, pois tinha mulher e dois filhos que, por vezes, passavam mal. Até porque, quando se via desanimado com a vida, sem futuro e sem meios de subsistência, ele, que era um temperamental, mostrava-se de mau génio, a ponto de os filhos o temerem.
O seu génio artístico era, de facto, incompatível com o seu génio temperamental, acontecendo que nem a mulher nem os filhos sabiam quando eram obrigados a tratá-lo por Armando ou por “pinta-ratos”! Dependia do dia, ou mesmo da hora… No entanto, ele adorava a família, brincava muito com os filhos.
Entretanto em 1939 ele saiu de S. Vicente, indo trabalhar para a França, espalhando a sua arte pelos quatro cantos do mundo. Algumas das suas obras figuram no Museu de Limoges onde, sempre que podia, ia ver os seus trabalhos, anonimamente, pois não queria honrarias. Passava muitas horas a admirar esses seus “filhos” e voltava para Portugal.
Trabalhou para a Vista Alegre, onde fez trabalhos notáveis, inclusivamente para o Brasil, onde foi figura de jornais. Acabou por ser reconhecido como Artista. Mas nunca como merecia. Talvez pela sua timidez. Na realidade, o Armando era um homem diferente. Um homem de sonhos. Bem sonhados, mas não totalmente realizados! Sempre pronto a ajudar as pessoas como se cumprisse um dever, foi humilde até na própria morte, ocorrida em 24 de Fevereiro de 1986.
Um filão de barro branco – o puríssimo caulino donde nascem as porcelanas da Vista Alegre – marcou, ainda criança, a vocação artística de Armando Andrade. Em S. Vicente de Pereira, Ovar, cada bocado de barro era atração e desafio permanente à habilidade das suas mãos frágeis, donde saíam figuras as mais diversas, cheias de realismo e beleza.
O seu gosto pela cerâmica de tal modo sensibilizou os encarregados dos caulinos que o convidaram a transferir-se para a Vista Alegre, onde se iniciou no desenho, na pintura e na cerâmica artística, vindo a fazer estágio em Limoges.
A partir de 1938 laborou, sucessivamente, nas Fábricas de Cerâmica artística do Carvalhido (V.N. Gaia), Sacavém (1942-1945), Soares dos Reis (Gaia) e Lusitânia (marginal do Douro, Porto). De 1946 a 1948 trabalhou em sociedade com Nelson Ribeiro, mas, por segurança económica, preferiu trabalhar, de novo, como contratado, na Vista Alegre (1947-1949) e seguidamente na Artibus (Aveiro, 1949-1959?), Raul da Bernarda (Alcobaça), SPAL (Alcobaça, 1968-70), Garranchos (Aveiro) e Primagera (Aradas, Aveiro).
Pelo caminho, algumas estadias no Brasil, onde deu brado o restauro de uma peça de cerâmica do espólio museológico do rei D. João VI. Além de notáveis obras em cerâmica, deixou valiosas peças a óleo, aguarelas, desenhos, medalhas e estátuas. Os seus 75 anos foram celebrados em 1985, sob a tutela da ADERAV, com uma Exposição orientada pelo Dr. Amaro Neves, Coronel Cândido Teles e Dr. Énio Semedo, Exposição que esteve patente primeiro no Museu de Aveiro e depois no de Ovar, e que era acompanhada por uma revista-catálogo com o testemunho de vários colaboradores.
Contratado pela fábrica de cerâmica Vista Alegre, foi residir para Ílhavo, onde se dedicou exclusivamente à pintura e modelagem, e de tal modo manifestou as suas aptidões que os seus patrões o enviaram para Limoges, em França, a fim de frequentar ateliês de Arte, o que contribuiu para aperfeiçoar, ainda mais, a sua sensibilidade artística.
Oxalá a Exposição do Museu de Ovar, cumpra este desiderato, avivando a memória de um grande Mestre que nos deixou, em Aradas, Aveiro, em 24 de Fevereiro de 1986, aos 77 anos, e a quem Ovar dedicou uma rua na Cova do Frade, a norte da Rua João Corte-Real.
Texto retirado do(s) artigo(s) publicado(s) no quinzenário ovarense JOÃO SEMANA.